# Lill-Stensjön (Hackås socken, Jämtland, 696258-144365)
Lill-Stensjön är en sjö i Bergs kommun i Jämtland och ingår i Indalsälvens huvudavrinningsområde.